# Rite écossais rectifié
Le Rite écossais rectifié ou encore Régime écossais rectifié est un rite maçonnique d'essence chrétienne. Il fut fondé lors du convent général de Wilhelmsbad en 1782. À l'origine, le RER impose à ses membres d'être « fidèles à la religion chrétienne » et comporte six grades dont les deux derniers dépendent de prieurés. Le rite par ses attributs s'inscrit dans la famille des rites maçonniques dites des « Modernes ». 

## Histoire

### Codification et genèse idéologique

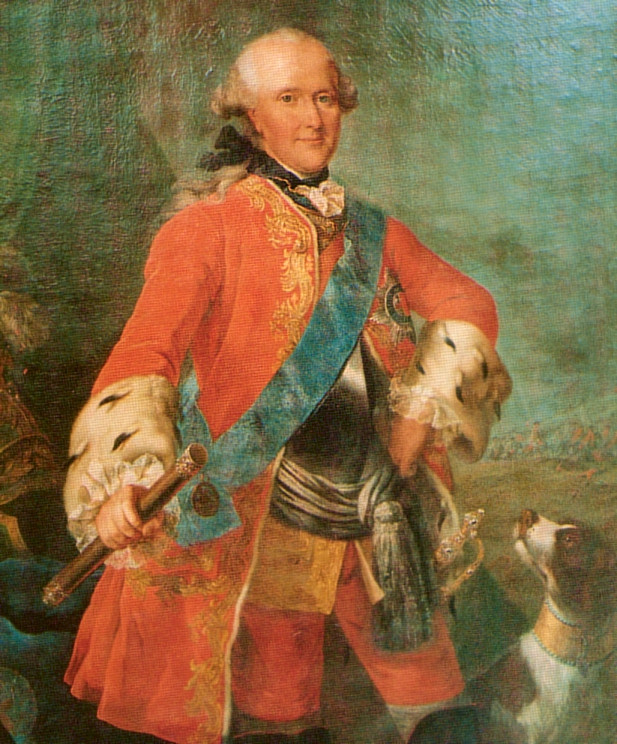
Ferdinand de Brunswick-Lunebourg.

Le Régime écossais rectifié est codifié lors du convent général de Wilhelmsbad en 1782 sous la présidence du duc Ferdinand de Brunswick-Lunebourg qui devient grand maître de l'ordre à l'issue de ce convent. Trente-six francs-maçons dûment mandatés venant de toute l'Europe y travaillent du 16 juillet au 1er septembre. Les travaux se tenant en français et en allemand, deux secrétaires sont désignés pour acter tous les documents et décisions. Le secrétaire francophone désigné est Jean-Baptiste Willermoz. Ce convent général est précédé de douze convents nationaux ou régionaux préparatoires tels que le convent de Kolho de 1772 en Lusace, le convent de Brunswick de 1775 ou encore le convent des Gaules à Lyon de 1778.

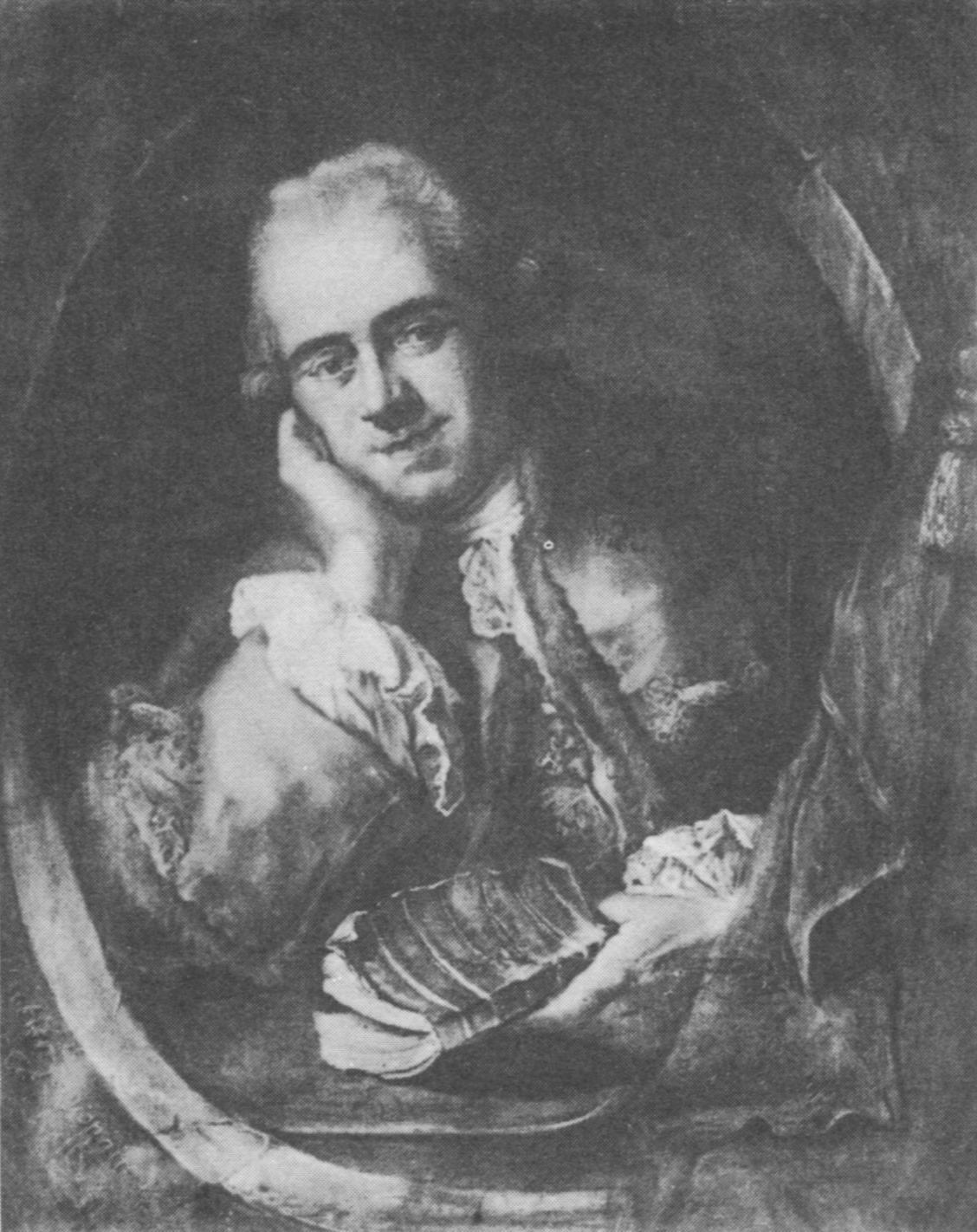
Jean-Baptiste Willermoz.

Lors de ce convent général, les conventuels rectifient la structure géographique (utilisée jusqu'alors et issue de la Stricte observance templière) en neuf provinces. Chaque province ayant à son sommet une préfecture, nommée « Grand Prieuré ». Ils y décidèrent aussi l'abandon de toute filiation avec l'héritage templier. Lors de ce convent ils rédigent in extenso les rituels des trois premiers grades symboliques et l'articulation du 4e grade, y intégrant notamment des éléments de l'Ordre des Élus Coëns. Néanmoins, nombre de décisions prises n'ont pu être transcrites dans les faits sur place. Notamment, et en particulier, la réforme du « Code Maçonnique des Loges Réunies et Rectifiées de France » (dit « Code de Lyon ») et celle du « Code Général des règlements de l’Ordre des C.B.C.S. » issus du convent des Gaules. Ces deux réformes servent donc de base et sont amendées au cours d'une dizaine de séances de travail. La codification de ces changements en vue de former le « Code Maçonnique des Loges Réunies sous le Régime Écossais Rectifié » (dit « Code de Wilhelmsbad ») et « Le Code Général des règlements de l’Ordre des C.B.C.S. » est laissée à la charge des secrétaires. Leurs travaux devant être validés lors d'un convent général ultérieur qui ne se réunit jamais à cause de la Révolution française.
Jean-Baptiste Willermoz s’attache donc à finaliser le travail qui lui est confié. On considère cet ensemble rédigé comme la première version des rituels. Dans les années qui suivent, il rencontre diverses personnes qui ont une influence sur son travail. En 1787, il rencontre une partisane de Mesmer et du spiritisme, Madame de Vallière. Son influence lui fait modifier les rituels, ce qui crée un second ensemble de rituels vers 1788. Après la Révolution française, en 1808, à l'occasion de la « rectification » de la loge « le centre des amis » à Lyon, un troisième ensemble de rituels est rédigé, incluant des éléments faisant référence à l'alchimie. Enfin, à la fin de sa vie, il révise une fois encore l'ensemble des rituels pour faire un quatrième ensemble vers 1820[réf. nécessaire].
La préfecture de Zurich, constituée le 14 août 1779 et représentée au convent par Rodolphe Salztmann (Eq. a Hedera), se voit élevée à cette occasion au rang de « Grand Prieuré d'Helvétie ». Ce dernier veillera à la conservation du Régime rectifié après son extinction en France au XIXe siècle.

### XXesiècle, réveil du rite

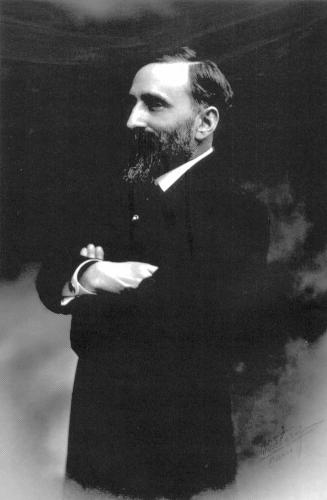
Camille Savoire.

Après une éclipse de plusieurs décennies, le Grand Prieuré d’Helvétie contribue au réveil du Rite écossais rectifié au début du XXe siècle, en transmettant en 1910 à Camille Savoire et Édouard de Ribaucourt les premiers éléments permettant le retour du rite en France. Il faudra attendre 1935 pour que le Grand Prieuré d'Helvétie réveille entièrement le régime, les 20 et 23 mars 1935, lors d'une tenue de la Préfecture de Genève au temple de l’impasse d’Argenson à Neuilly-sur-Seine, villa de l’Acacia, avec la constitution du Grand Directoire des Gaules, avec à sa tête Camille Savoire.

### Période contemporaine
Cependant au cours du temps, à la suite de diverses divergences de vues - au sujet des rituels à pratiquer, de l'interprétation des mots employés, ainsi que de la structure administrative à adopter -  en France le R.E.R. se divise en plus d'une quinzaine de structures. Certaines d'entre elles s'organisent au sein d'obédiences tandis que d'autres poursuivent leurs travaux via des structures de régime. Certaines structures issues de cette réédification en France ont même fait des convents particuliers afin d'adapter les rituels à l'actualité de leur temps (éléments de textes, mixité, etc.). C'est ainsi que l'on voit actuellement se côtoyer plusieurs structures nationales, mais aussi plusieurs « Provinces de Bourgogne » ou « Provinces d'Auvergne ». Souvent issus des mêmes loges initiales, les organismes de la hiérarchie de chaque province se connaissent mais ne se reconnaissent pas pour autant. Un début de processus de reconnaissance mutuelle est pourtant observé entre quelques structures. Cela s'officialise par la signature le 6 décembre 2008 d'un protocole de bonne conduite ainsi qu'une charte commune, rédigés par quelques Grands Prieurés en France, et signés en la salle du Conclave du Palais des papes à Avignon.
Par ailleurs, des francs-maçons de loges belges, organisés en structure de régime, ont réitéré le travail de codification sur base des décisions du convent de Wilhelmsbad afin de « retrouver » en 2009 le « Code de Wilhelmsbad » et de l'appliquer à leur structure.

## Essence du rite
Le Rite écossais rectifié est un rite maçonnique puis chevaleresque d'essence chrétienne, , dont le christianisme est dit « transcendant » et non dogmatique. Certains auteurs le qualifient de « christianisme primitif, », qualification donnant lieu à diverses interprétations de la « sainte religion chrétienne » que l'ordre dit professer. Le christianisme peut aller, selon les structures qui pratiquent le Régime rectifié, d'une religion admise en un strict sens de respect des dogmes conciliaires, ou bien faisant simplement référence à la Sainte Trinité, à l'Incarnation du Verbe et à la double nature du « Divin Réparateur »,. Toutefois, pour l'historien Roger Dachez le rite est un rite chrétien sans adjectifs qualifiés de « pudibonderie », rappelant que les L'Ordre intérieur se qualifie lui-même « d'ordre chrétien ».

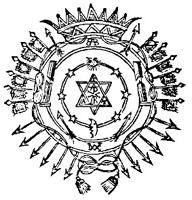
Cachet de Martinès de Pasqually au XVIIIe siècle.

Le rite se compose, selon les structures, d'un ensemble de rituels pour chaque grade - datant de 1782, 1788, 1808, 1820, ou adapté - et d'un « code » : le « Code de Lyon » ou le « Code de Wilhelmsbad » et d'une règle maçonnique dite « en neuf points».
Divers historiens notent que le convent de Wilhelmsbad s'est donc inspiré de plusieurs systèmes initiatiques existants à l'époque pour établir le code arrêté au Convent des Gaules et les rituels maçonniques :
- L'Ordre des Chevaliers maçons Élus Coëns de l'Univers, de Martinès de Pasqually, dont Jean-Baptiste Willermoz était membre, ordonné par le Traité de la réintégration des êtres (...), de Martinès de Pasqually, et par les Leçons de Lyon, qui se déroulèrent de 1774 à 1776.
- La Stricte observance templière du baron von Hund (présent à divers convents et avec qui Jean-Baptiste Willermoz correspondait[24]), maçonnerie chevaleresque initialement établie en Allemagne milieu du XVIIIe siècle puis étendue au reste de l'Europe dans ses Provinces templières [n 9].
- L'Écossisme maçonnique (prisé en France à l'époque), les divers hauts grades maçonniques dont l'organisation n'est pas encore formalisée.
- La maçonnerie bleue en trois grades (apprenti, compagnon, maître) telle que pratiquée par la franc-maçonnerie française (GODF) à cette époque-là, et inspirée du Rite français.
- Les rituels maçonniques tels que pratiqués par la franc-maçonnerie suédoise[25].
- Les rituels maçonniques tels que pratiqués par la franc-maçonnerie du Grand-Orient de Hollande[25].
- Les rituels maçonniques tels que pratiqués par la franc-maçonnerie allemande[25].

## Structure des grades

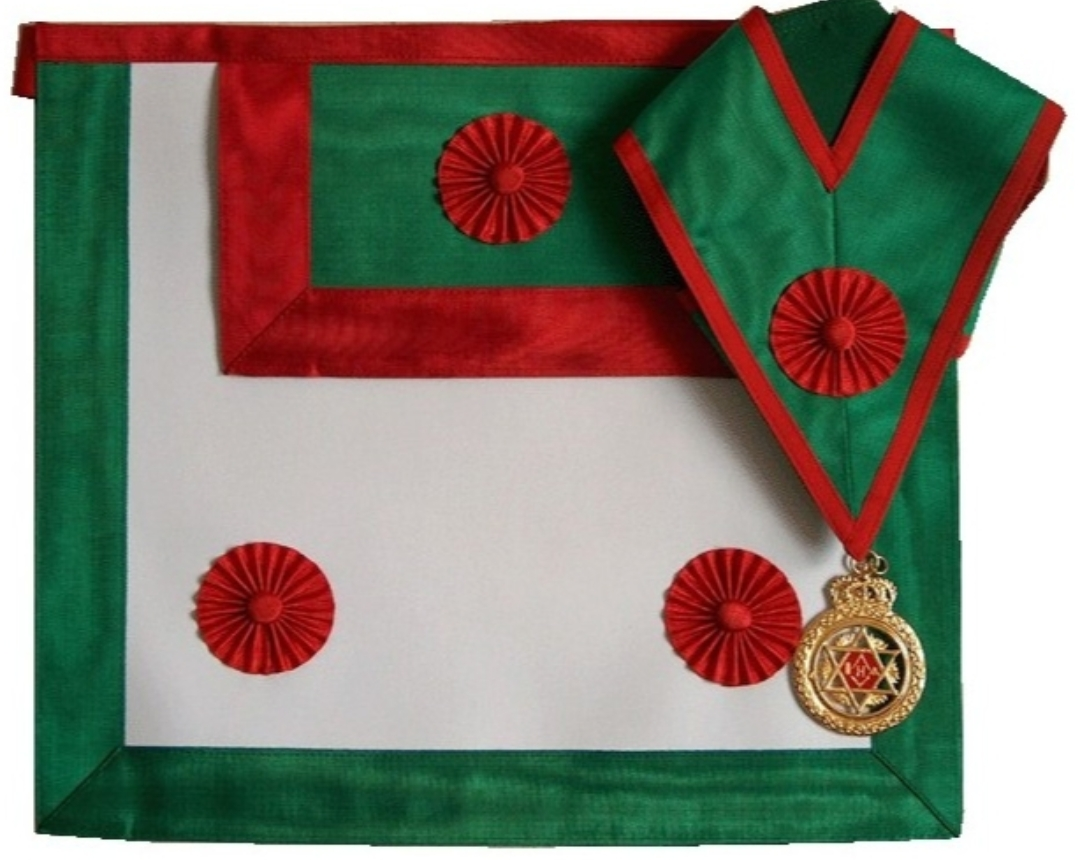
Décors du maître écossais de Saint-André au Régime écossais rectifié.

La structure est divisée en quatre classes maçonniques, d'une double classe chevaleresque et de deux classes dites « secrètes ».
Le Régime écossais rectifié s'articule de la manière suivante :
I. Loges de Saint Jean (bleues) :
- 1ᵉʳ grade : Apprenti
- 2ᵉ grade : Compagnon
- 3ᵉ grade : Maître

II. Loges de Saint-André (vertes) :
- 4ᵉ grade : Maître écossais de Saint-André.

III. Ordre intérieur :
- Écuyer novice
- Chevalier bienfaisant de la Cité sainte (dit « CBCS »)

IV. Classe secrète : 
- Profès
- Grand Profès.

En France, Italie et Allemagne, dans l’ensemble des provinces de l’ordre, la classe secrète comptait plus de soixante membres en 1782, profès et grands profès confondus, à qui il faut également adjoindre les réceptions effectuées par Sébastien Giraud à Chambéry le 24 mai 1779, par François Henry de Virieu à Montpellier le 15 octobre 1779, par Savaron à Grenoble le 3 avril 1780 ainsi que par Pierre Paul Alexandre de Monspey à Autun le 21 septembre 1780. Par conséquent, la classe existait et fonctionnait, possédant des collèges actifs dans toutes les préfectures de l’ordre des IIe, IIIe et Ve provinces. Plusieurs grands dignitaires siégeant à Wilhelmsbad en étaient membres, dont Charles de Hesse et le duc Ferdinand de Brunswick[source insuffisante]. L'histoire des collèges des grands profès au XIXe siècle et au XXe siècle reste mal connue. Après 1830 la classe des grands profès semble avoir presque disparu en Allemagne, en 1849 G. Kloss déclarait qu'il n'y avait plus que deux grands profès à Francfort : Franz Joseph Molitor et lui-même, et un seul à Darmstadt : André Schleiermacher. Le dernier grand profès vivant en France, Joseph-Antoine Pont, exécuteur testamentaire de Willermoz, en fait en 1830 la transmission et le dépôt à Genève, où elle va continuer à être conférée: Jean-Daniel Blavignac a laissé un témoignage de sa réception de la profession au XIXe siècle et Jean Saunier a été membre du collège de Genève au XXe siècle. En France Robert Ambelain affirme sur la base d'une patente  reçue en 1942 de Georges Bogé de Lagrèze et Camille Savoire, tous deux membres du Grand Prieuré des Gaules du Rite écossais rectifié, pouvoir intégrer la classe secrète de la profession à l'Ordre martiniste des élus cohens, créé par lui. Cependant un article de Pierre Noël consacré à « La Profession », publié dans le N°168 de Renaissance traditionnelle en octobre 2012 établit selon la documentation connue la nature exacte de la double classe secrète du régime écossais rectifié où il précise en quoi la grande profession composée par Robert Ambelain à partir d'un dépôt de Georges Lagrèze diffère radicalement de la grande profession telle que l'a conçue et instituée Jean-Baptiste Willermoz, fondateur du rite.

## Structure administrative
La structure administrative est, selon le convent général à Wilhelmsbad, divisée en neuf provinces, à savoir :
1. La basse Allemagne
2. L'Auvergne
3. L'Occitanie
4. L'Italie (ex Léon)
5. La Bourgogne
6. La haute Allemagne
7. L'Autriche[n 11]
8. La Russie
9. La Suède comme candidate éventuelle[2]

Ces provinces sont elles-mêmes divisées en départements, puis en arrondissements,.
Le convent général décida également que de nouvelles provinces pouvaient à l'avenir s'y ajouter étant donné la vacance des représentants des anciennes provinces d'Aragon, de Leon et de Grande-Bretagne.

## Structures autonomes pratiquant le R.E.R.
Le Rite écossais rectifié se pratique au sein de loges appartenant à des structures indépendantes et dans la plupart des obédiences maçonniques en France et en Europe. On le trouve également dans certains pays du continent américain. Créé sous forme exclusivement masculine à l'instar de tous les rites maçonniques, il est pratiqué de nos jours sous forme mixte ou féminine par certaines obédiences ou structures de par le monde.